# Марбелья (футбольный клуб)
«Марбелья» (исп. Marbella Fútbol Club) — испанский футбольный клуб из одноимённого города. Клуб был основан в 1997 году после ликвидации клуба «Атлетико» Марбелья. Домашние матчи проводит на стадионе «Муниципальный», вмещающем 7300 зрителей. В Ла Лиге и Сегунде команда никогда не выступала, лучшим результатом является 4-е место в группе в Сегунде В в сезоне 2008/09. С 2013 по 2018 год командой владел российский бизнесмен Александр Гринберг, после продавший её китайскому бизнесмену Жао Жэню.

## Сезоны по дивизионам
- Сегунда В — 9 сезонов
- Терсера — 9 сезонов
- Региональная лига — 1 сезон

## Достижения
- Терсера
  - Победитель (2): 2000/01, 2013/14